# سید محمود حسینی‌پور
سید محمود حسینی‌پور (زادهٔ ۱۳۴۷) سیاستمدار ایرانی و معاون امور مجلس رئیس‌جمهور در دولت سیزدهم و از ۲ اردیبهشت تا ۱۹ آذر ۱۴۰۳ با حکم معاون اول رئیس‌جمهور رئیس دبیرخانه ستاد هماهنگی مبارزه با مفاسد اقتصادی بوده‌است‌. وی پیش‌تر استاندار مازندران بود.
در ۱۶ آبان ۱۴۰۰، هیئت وزیران دولت سیزدهم به‌عنوان استاندار مازندران به وی رأی اعتماد دادند. او اصالتاً اهل بلده شهرستان نور مازندران است.

## پیشینه اجرایی
وی با مدرک کارشناسی علوم سیاسی و کارشناسی ارشد حقوق عمومی در سمت‌های مختلف ملی مانند ریاست مرکز پیگیری‌های ویژه دادستانی کل کشور، دستیار ویژه و دبیر شورای راهبردی سازمان بازرسی کل کشور، رئیس هیئت تخلفات اداری دیوان محاسبات کشور و دبیری شورای هماهنگی دستگاه‌های نظارتی کشور و معاون وزیر اطلاعات فعالیت کرده‌است.